# さまぁ〜ず
さまぁ〜ずは、ホリプロに所属する三村マサカズと大竹一樹からなる日本のお笑いコンビ、YouTuber、司会者。キャッチコピーは「東のコント職人」。2人とも東京都墨田区出身。

## メンバー
三村 マサカズ（本名：三村 勝和〈みむら まさかず〉1967年6月8日 - ）（58歳）
身長165 cm、血液型A型。
ツッコミ（ネタによってはボケ）・ネタのツッコミ作り担当。強めのセクハラ担当でもある。
妻と長女、長男がいる。
大竹 一樹（おおたけ かずき、1967年12月8日 - ）（57歳）
身長170 cm、血液型O型。
ボケ（ネタによってはツッコミ）・ネタの原案作り担当。ユルめのセクハラ担当でもある。
妻はフリーアナウンサーおよび元フジテレビアナウンサーの中村仁美で、息子が3人いる。

## 来歴・人物

### デビュー前
2人とも東海大学付属高輪台高等学校に単願推薦で入学し、2年生の時に同じクラスとなったことが出会ったきっかけ。坂上忍も同級生だったが、2人と知り合う以前に中退していたため芸能界で初対面となった。
1988年5月、既に事務所からスカウトされていた高校時代の同級生から連れられホリプロの事務所へ見学に訪れたのがきっかけで、お笑いの道を進むことになった。デビュー当初は元同級生・大竹・三村によるトリオ「しゃぶしゃぶ」を組むも、短期間で解散。後に東海大学文学部北欧文学科ノルウェー語専攻在学中だった大竹が大学で知り合った友人を三村に紹介し、再びトリオを結成。だがその友人も程なくして脱退した。

### バカルディ時代
1989年4月、ホリプロのお笑いライブに出演してコンビ「バカルディ（『バカルディー』の表記も混在）」として本格的な活動を開始。コンビ名は、ネタを考えていた際に着ていたバカルディのTシャツが由来。また、ダブルミーニングとして日本語の「バカ」の意味も込められている。同期に田口浩正と小浦一優（芋洗坂係長）が組んでいたコンビ「テンション」などがいる。
1990年代前半、『ザ・テレビ演芸』（テレビ朝日）の審査員をしていた山藤章二の支持を受け（他の審査員はキリングセンスを支持していた）、関東期待の若手芸人としてテレビ・ラジオなどで活躍する。同時期に人気を博したホンジャマカと共に当時の人気力士に準えて「お笑い界の若・貴」とも称され、各局でレギュラー番組を持った。しかし、『大石恵三』（フジテレビ）がわずか半年で打ち切りになると1990年代半ば頃からメディア露出の機会が減少、不遇の時期を過ごす。当時『ボキャブラ天国』（フジテレビ）の出演を打診されるも大竹は断った。ボキャブラブームの到来後、再度の途中出演を打診されたが「一度決めたことを今更変えられない」という思いを固持し続け、番組終了まで『ボキャブラ天国』の出演はなかった。その後は主な活動を舞台へ移し、コンスタントなライブ活動を続けていた。

### さまぁ〜ず時代
2000年出演『新ウンナンの気分は上々。』（TBSテレビ）の企画において、コンビ名を現在の「さまぁ〜ず」へ強制的に改名させられた（後述）。これを足がかりとして再び世間の注目を受け始め、三村独特の「〜かよ!」に代表されるツッコミ（通称「三村ツッコミ」）が認知され再ブレイク。ここから徐々に活動の場を広げていった。
2000年以後は人気が定着、お笑いブームの中でゴールデンタイムから深夜番組まで八面六臂の活躍ができる中堅芸人としてテレビを中心に活躍。舞台、書籍などでも活動している。
2003年、第41回ゴールデン・アロー賞芸能賞受賞。
2007年はフジテレビとNHKを除くキー局で新番組が開始するなど飛躍。深夜のレギュラーが多いことから「深夜の帝王」という異名を付けられた。
2010年、大竹が第10回M-1グランプリ決勝の審査員を務めた。
2011年、大竹が第10回M-1グランプリに引き続き、THE MANZAI 2011の決勝審査員を担当。
2014年7月、日本テレビ系で『ネリさまぁ〜ず』が開始。NHKを含む全てのキー局で同時にレギュラー番組を持つ。
同年10月9日、第31回ベストジーニスト2014で協議会選出部門で受賞。
2015〜2020年まで、同じ事務所の後輩であるバナナマンと共にコンビでキングオブコント決勝の審査員を担当していた。
2020年8月12日、YouTubeチャンネル「さまぁ〜ずチャンネル」を開設。
2025年6月21日、「さまぁ〜ずチャンネル」の登録者が100万人に到達した。

## 芸風
深夜帯のトーク系バラエティ番組が多いため、テレビタレントとしてのさまぁ〜ずの芸風は「ユルい」と評されることが多い。これについて三村は「ユルいことやってるつもりはないけどそう見られる」、大竹は「ユルいは俺らにとってあまりいいことじゃないのに」と語っている。
ネタは主にコントで、ネタ作りは共同で行う。大竹がネタの大半を作り、三村がツッコミのフレーズを考える。大竹の「大竹ワールド」とも称されるシュールなボケと三村の「〜かよ!」に代表される豪快なツッコミが特徴的で、ダウンタウンによる漫才の芸風に似ていると言える。「〜かよ!」は三村の持ちネタだと思われがちだが、大竹も使っている。
毎年（2005年以降は2年に1回）開催している単独コントライブは、チケットが即日完売するほど人気・評価が高い。メンバーは自分たちの本分は舞台コントにあると考え、多くのレギュラー番組を持っている現在でもコントライブへ重きを置いており、「東のコント職人」と評されている。テレビではコントをベースとした漫才（コントで用いる道具を使わないなど）を披露することもある。他にも大竹の考えたダジャレをコントのネタに織り込んだり、提示されたフリップに対して三村がひたすら「○○かよ!」とツッコむネタもテレビで披露することがある。
即興芸の場では2人とも下ネタを好み、セクハラネタも多い。下ネタ・セクハラが多すぎたあまりBPOに苦情まで来たこともあるものの、オリコン調べの「好きな男性芸人ランキング」（2008年）では総合9位（明石家さんまと同率）、男性回答だと3位。同調査だと女性回答では5位圏外だが、情報誌『日経エンタテインメント!』（日経BP）が毎年行なっている「好きな芸人嫌いな芸人ランキング」では男女での支持の差はそれほどない。また同調査では若い世代ほど彼らを支持している傾向にあり、同誌はそれを「冠番組のほとんどが深夜帯であるため、視聴者層がそのままランキングの結果に反映されているのでは」と分析している。
漫才の際、登場時のツカミとして汗を拭うフリをしながら「夏だからっ、さまぁ〜ず!」と名乗るものがある（夏以外の場合は「○○なのに、さまぁ〜ず!」となる）。この原案を考えたのは有田哲平（海砂利水魚、現・くりぃむしちゅー）(後述の改名対決の際)だが、ほとんどの場合大竹はツカミをやらず苦笑いで無視し、三村に「やれよ!」とツッコまれる。また主にネタ見せ番組などでの出囃子（登場する際のBGM）として、TUBE『SUMMER CITY』などが使われる。
デビュー当時は現在とボケ・ツッコミが逆だったものの、三村がボケたと自覚している笑顔が不評であったためツッコミを担当するようになった。元々はコント以外のフリートークやバラエティ番組などでもボケ（大竹）とツッコミ（三村）の役割がはっきりしたコンビだったが、『内村プロデュース』（テレビ朝日）へ出演以降はこうした番組では2人が等しくボケ合ったり、大竹がツッコミへ回る機会も多くなった。これについて三村は「以前は良いボケを思いついても大竹の役割だからと遠慮していたが、『内P』でその遠慮が消えた」と語っている。
1990年代前半から単独ライブをソフト化しており、当時では先進的な試みであった。
かつてゲスト出演した『グータンヌーボ』（関西テレビ）では、「ボケがドSでツッコミがドMの珍しいコンビ」という診断結果が出ていた（精神科医・名越康文による）。実際にネタでも大竹の理不尽な連続ボケに三村が対応しきれず、慌てふためいたところに笑いが起こるといった状態がよく見られる。
多数の冠番組を持つものの、MCには苦手意識がある。特に三村は自身の仕切り能力を自己分析した結果「司会はできない」と公言しており、それは周囲も認めている（ただし『クイズプレゼンバラエティー Qさま!!』（テレビ朝日）などMCの番組進行は、強制的に三村が担当）。そのためか「さまぁ〜ずに3人目を入れるなら司会進行のできるアナウンサーしかない」と2人の意見が一致している（3人目の例として、『Qさま!!』での清水俊輔アナを挙げている）。

## エピソード
- 楽屋が同室（『さまぁ〜ず×さまぁ〜ず』など2人だけでトークする一部の番組を除く[17]）だったり、新幹線・飛行機など移動の際にも隣同士で座るなど「仲が良い」と言われることが多い。後者に関して大竹は「隣に知らないおじさんが来るより"知ってるおじさん"が来た方がいい」と述べている。
- 喧嘩なども少ないが、「他の芸人と戦わねばならないのに、コンビで喧嘩をしている場合ではないから」と語っている[18]。
- 「大竹は神経質で潔癖症。三村はガサツでおおらか」というイメージがあるが、実際は三村もかなり神経質であり、三村が物凄く気にすることを逆に大竹が一切気にしないこともある。
- 低迷期の頃、三村は大竹に「バカルディの核は大竹だ。ヨゴレ仕事は全部オレが引き受けるから、お前は思う存分ネタを書け」と言い聞かせていた[4]。
  - あくまで本業はお笑いだと、お笑い系でない仕事は多く断っており社内では売れていないくせに態度が大きいと不評だったという[18]。
  - その間の三村はほぼ手しか映らないようなレポーターなど、やや毛色の違う分野での活動でコンビを支えた[注 3]。一方、大竹は地上波といったバラエティ番組（日本テレビ『ジャムパラ』など）の構成を担当していたこともあった。
  - コンビ愛は極めて強く、三村は『いろもん』（日本テレビ）においてピンでの出演時を「俺の面白さに満足するんじゃねぇよ!と思ってた。バカルディには俺の後ろにもっと面白い奴（大竹）が控えてるんだぞ!」と振り返っている[4]。
  - 出川哲朗はさまぁ〜ずのコンビ愛の象徴的エピソードとして上記の逸話を好むが、大竹曰く「（レポーターなどの）ギャラは全て三村のみであり、自分は生活が苦しかったので支えてもらっていた訳ではない」と語っている[16]。
- 2人の身長差はないように見えるが、三村は普段から厚底靴を愛用している（三村は165cm、大竹170cm）。
- 若手時代、三村が寝坊し、大竹がベランダ(当時1階のアパートに住んでいた)から「おい！起きろ！遅刻するぞ！」と起こしに来たが、寝起きで機嫌が悪かった三村は「高飛車な態度で起こすな！」と言ってしまい、その言葉に大竹がキレて窓に並べてあったあらゆる赤べこを三村に向かって投げつけ、先に行ってしまい、三村は内心「待って…」と思ったという。
- 冠番組のタイトルには、ほぼ全てコンビ名もしくは「さまぁ〜ず」をモジったものが付いている（特に深夜番組）。これはテレビ欄を見た際に誰が出ている番組かすぐ分かるようにするためと、これならさまぁ〜ずに興味の無い人は見ようとしないという大竹の戦略によるもの。これを続けている以上ファンが根強いファンになることはあっても、それ以上増えることも減ることもまずないだろうと2人は語っている[4]。
- テレビ番組でのイメージカラー（名前テロップ、発言テロップ、衣装の色など）について、おおむね大竹は青■、三村は赤■が多い（「トゥルルさまぁ〜ず」のみ、大竹はピンク■）。
- 伊集院光は、『大石恵三』が視聴率の低迷で打ち切られたことがバカルディ時代の不遇の原因だと指摘している。また、メンバーは当時の自分たちを「クソつまらなかった」と振り返っている[18]。
- 1996年頃、『ナインティナインのオールナイトニッポン』（ニッポン放送）の番組内で三村のツッコミが何度もネタにされた。岡村隆史（ナインティナイン）は当時から三村を「関東一のツッコミ」と称賛し、各所で三村のまねを披露していたが当時の三村の知名度からテレビでそのシーンが放送されるのは稀だった。また、『めちゃ2イケてるッ!』（フジテレビ系）のコーナー「笑わず嫌い王決定戦」にもコーナー開始当初から出演(一時期、裏番組の『ビートたけしの!こんなはずでは!!』（テレビ朝日）のレギュラーであったため出演を自粛した時期がある)。これらもまたさまぁ〜ずが後に再び脚光を浴びる下地となっており、メンバーたちも様々な場所で「（再ブレイクは）ナインティナインのおかげ」と語っている[18]。
- 2人とも学生時代からビートたけしを憧れの芸人としている[4]。また、北野武監督作品のファンとも公言している。芸人としてはとんねるず・ウッチャンナンチャン（特に内村光良を大変尊敬している）から、タレントとしてはタモリ、芸風としてはダウンタウンの影響が強い。芸人では唯一、とんねるず・ダウンタウン・ウッチャンナンチャンといったお笑い第三世代の3組と、昔から現在までそれぞれ交流を持っている。
- 所ジョージは、バカルディ時代から「俺は面白いと思うよ。俺が面白いと思うだけで売れないかもしれないけどね」とそのコントを評価している[4]。
- 下ネタ・セクハラも辞さず「エロ芸」の域まで高めている2人だが、『モヤモヤさまぁ〜ず2』（テレビ東京）でアシスタントだった大江麻理子アナは「さまぁ〜ずのお2人は普段非常に紳士的。だからセクハラも気にならない」と語っている[18]。しかし前述の通り、その芸風でBPOに苦情が寄せられたこともある[19]。
- ズージャ語、所謂「業界用語」を戯けて使うことが多い（「ションテン（＝テンション）が下がる」「ルーシー（＝汁）が出る」など）。
- 出川哲朗・ネプチューン・キャイ〜ン・よゐこ・TIMらと共に「ウンナンファミリー」と呼ばれている[20]。
- 2010年、リリースしたさまぁ〜ず関連のDVDが30本を超えた。冠番組のDVDについて大竹は「気がついたらこんなに増えていた」「DVDに相応しくないものは出したくないっていうスタンスじゃないとダメ」、三村は「あらかじめDVDにしますって番組が始まるのが一番嫌い。結果、作品として良かったらDVDにしてくださいって言っています」と述べている。
- 携帯電話の普及後間もなく2人で一緒に契約したため、電話番号が2数字しか違わない。そのためお互いが相手の番号を覚えている[21]。
- 2人とも好きなミュージシャンはサザンオールスターズで共通しており、桑田佳祐とも交流がある[22]。
- 2人とも同じ美容室に通っている。また、偶然だが同じ美容室通いの芸能人には桑田・原由子夫妻がいる[23]。
- 桑田は2人の才能を認めており、『桑田佳祐の音楽寅さん 〜MUSIC TIGER〜』（フジテレビ）の収録中に前述の美容院の美容師を通して「なんかいいボケがないか、大竹ちゃんに訊いてくれる?」と尋ねたこともあったといい、収録では大竹が提案したボケを行なったもののオンエアではその部分がカットされたという逸話が存在する[22]。また三村は自身がデザインしたTシャツを桑田へプレゼントしたことがあり、サザンの映像作品にも桑田がそのTシャツを着た姿が映されている[24][25]。
- コンビ揃って熱狂的な読売ジャイアンツのファンである。

## 改名のエピソード
バラエティ番組『新ウンナンの気分は上々。』（TBSテレビ）において、海砂利水魚（現・くりぃむしちゅー）と因縁の対決として数々の企画が組まれた。当初は芸能界引退を賭けた勝負だったが、いずれも未経験な競技故に試合が白熱してしまい最初は洒落だと思っていたものが徐々に現実味を帯び始め、3回目の対決だった2000年10月20日放送分にて陸上競技対決を行い、敗れた方が罰としてコンビ名を屈辱的な名前に改名させられることになった。敗れたバカルディは、半年間（後にもう半年延長）「さまぁ〜ず」として活動する憂き目に遭った。
「さまぁ〜ず」というコンビ名の由来は同番組内での「名前は好きなものにあやかった方が良い」という会話の中で、大竹が「俺は一年中夏で良い」と答えたこと。それを受けて対戦相手である有田が「サマーズ」という案を出し、脱力感のあるひらがなと「〜」の表記が良いという内村のアイディアが加わって命名された。2人は「バカルディ」の名に愛着が湧いていたこともあり改名決定直後は大きな抵抗があった。しかし事務所の対応はスムーズで、社内外の資料や仕事先での応対などが瞬く間に「さまぁ〜ず」へと移行された。
当初改名は期間限定の予定だったがその期限が過ぎる頃になるとついにブレイクし、「さまぁ〜ず」で定着し始めた。2001年3月30日、「さよならさまぁ〜ず」と題して番組初の生放送によりバカルディへの再改名をかけて再び卓球対決が行われ、白熱した挙句放送時間内で間に合わず終了。その翌週さまぁ〜ずが負けたことが放送された。この白熱は後に「物凄い葛藤があったから」と三村は語っており、放送翌日から「さまぁ〜ず」として腹を括ったとのこと。後のビーチバレー対決（2001年9月28日放送）の際は有田が、さまぁ〜ずが負けたら個々の芸名をそれぞれ「ビーチ三村」「大竹すいか割り」にする条件を突きつけたが、結果は海砂利水魚の負けとなり海砂利水魚は「くりぃむしちゅー」へ改名させられた。
しかし、芸人の看板とも言うべきコンビ名を安易に変えてしまった内村はその責任を重く感じ、両コンビ（特にさまぁ〜ず）を自身のレギュラー番組などで積極的に起用していった。これが不遇の時期を過ごしていた両コンビに世間の目に触れる機会を与え、後のブレイクと現在の活躍を後押しする形となった。

## 出演

### テレビ番組

#### 現在の出演番組
レギュラー
- クイズプレゼンバラエティー Qさま!!（テレビ朝日、2004年10月 - ）MC
- モヤモヤさまぁ〜ず2（テレビ東京、2007年4月 - ）MC
- さまぁ～ず×さまぁ～ず→さまぁ～ず×さまぁ～ず BSさまぁ～ず（テレビ朝日、2007年4月5日 - 2020年9月22日（地上波）BS朝日、2025年4月 - （BS））
- 月刊プロ野球!さまぁ〜ずスタジアム（BS日テレ、2018年4月6日 - 2023年9月・2025年4月 - ）MC ※ 月1回放送
- 紙とさまぁ〜ず（テレビ東京、2021年6月29日 - 9月14日・10月27日 - ）
- ミュージックジェネレーション（フジテレビ、2024年4月11日 - ） - MC

#### 過去の出演番組
「バカルディ」時代を含む。
レギュラー
- 30分笑いっぱなし!! → お笑い新党（1991年4月 - 1994年12月、TBS）
- ショージに目あり!（1992年10月4日 - 1993年9月26日、日本テレビ）
- おしえて!ガリレオ（1992年10月25日 - 1994年3月20日、読売テレビ）
- 大石恵三（1993年4月4日 - 9月26日、フジテレビ）
- 天才!どんぐり連合（1993年10月 - 1994年3月、日本テレビ）
- タブロイドTV（1993年10月 - 1994年7月、テレビ朝日）
- TVおじゃマンモス（1994年4月3日 - 1998年3月29日、日本テレビ）
- ゲッパチ!UNアワー ありがとやんした!?（1994年4月11日 - 9月12日、フジテレビ）
- まっ昼ま王!!（1994年10月3日 - 1995年3月31日、テレビ朝日）
- 天才てれびくん（1995年4月3日 - 1996年4月5日、NHK教育テレビ）
- 小園総研（1995年4月7日 - 1996年3月29日、中京テレビ）
- 内村プロデュース（2000年7月29日 - 2005年9月26日、テレビ朝日） - 正式には三村のみレギュラーで、大竹は「レギュラーゲスト」という位置付け。
- 所ドコロ仕事熱心 → 天才!トコロ店 → 所萬遊記（2001年4月 - 2006年9月29日、TBS）
- タレコミ（2002年4月 - 2003年9月、テレビ東京）
- さまぁ〜ずと優香の怪しい××貸しちゃうのかよ!!（2002年4月2日 - 2004年9月28日、テレビ朝日）
- げりらっパ（2002年4月15日 - 2008年9月23日、メ〜テレ）
- ウッチャきナンチャき（2002年4月17日 - 2003年2月5日、TBS）
- SDM発! → SDM発i → SDM発l（LOVE）（2003年4月 - 2004年9月18日、フジテレビ）
- ビートたけしの!こんなはずでは!!（2003年4月19日 - 2004年9月25日、テレビ朝日）
- ★愛と誠★（2003年8月5日 - 12月9日、TBS）
- 新すぃ日本語 → 新すぃ○○!（2003年10月 - 2004年9月、TBS）
- ロバートホール → ロバートホール水（2003年10月7日 - 2004年9月15日、フジテレビ）
- 森田一義アワー 笑っていいとも!（2004年4月 - 2014年3月、フジテレビ） 木曜日→金曜日→火曜日→月曜日（三村）・火曜日（大竹）
  - 笑っていいとも!増刊号（2004年4月 - 2014年3月、フジテレビ）

- 指名手配 → 三竹占い → 三竹天狗（2004年10月6日 - 2007年3月28日、テレビ朝日）
- 突撃!イドバタ7（2004年10月18日 - 2005年3月14日、テレビ東京）
- 怒りオヤジ〜愛の説教対局〜（2005年4月8日 - 6月24日、テレビ東京）
- リンカーン（2005年10月18日 - 2013年9月10日、TBS）
- インパクト!（2006年4月10日 - 9月18日、フジテレビ）
- ぶっコギ!（2006年10月3日 - 2007年9月25日、日本テレビ）
- さまぁ〜ず×さまぁ〜ず（2007年4月5日 - 2020年9月22日、テレビ朝日）
- まるまるちびまる子ちゃん（2007年4月19日 - 2008年2月28日、フジテレビ）
- 神さまぁ〜ず → さまぁ〜ず式 → ホリさまぁ〜ず → マルさまぁ〜ず → さまぁ〜ずのヤリタ☆ガ〜リ〜 （2007年10月9日 - 2010年9月30日・2011年4月14日 - 9月22日、TBS）
- 弟子っちょピカ丸（2008年10月4日 - 2009年3月28日、日本テレビ）
- お茶の水ハカセ（2009年11月17日 - 2011年3月1日、TBS）
- お笑いさぁ〜ん（2010年4月12日 - 9月20日、日本テレビ）
- 主演 さまぁ〜ず 〜設定 美容室〜（2010年8月12日 - 10月28日、日本テレビ）
- 激変!ミラクルチェンジ（2010年10月13日 - 2011年3月30日、TBS）
- さまぁ〜ZOO → 東京都さまぁ〜ZOO（2011年4月10日 - 2012年3月28日、テレビ東京）
- キカナイト → キカナイトF（2011年7月5日 - 2012年9月21日、フジテレビ）
- まさかのホントバラエティー イカさまタコさま → イカさま☆タコさま（2011年10月11日- 2013年3月7日、TBS）
- フジテレビに出たい人TV（2012年4月9日 - 9月17日、フジテレビ）
- おもしろ言葉ゲーム OMOJAN（2012年4月10日 - 9月25日、フジテレビ）
- 突撃!アッとホーム（2013年4月6日 - 2015年3月7日、NHK総合）
- 7つの海を楽しもう!世界さまぁ〜リゾート（2013年4月7日 - 2023年3月26日、TBS）
- ホムカミ〜ニッポン大好き外国人 世界の村に里帰り〜 → さまぁ〜ずの世界のすげぇにツイテッタ〜（2013年10月13日 - 2015年3月1日、毎日放送）
- ネリさまぁ〜ず（2014年7月13日 - 10月5日・2015年1月11日 - 3月29日、日本テレビ）
- さまぁ〜ずのご自慢列島ジマング（2013年10月 - 2015年9月、フジテレビ）
- ポンコツ&さまぁ〜ず → 超ポンコツさまぁ〜ず（2014年4月 - 2017年3月、テレビ東京）
- さまぁ〜ずの神ギ問（2015年10月 - 2018年9月、フジテレビ）
- さまスポ（2017年4月 - 2018年9月、テレビ東京）
- さまぁ〜ず論（2020年10月6日 - 2021年9月28日、テレビ朝日）
- あさモヤさまぁ～ず2（2021年10月 - 2022年4月2日、テレビ東京）

不定期出演・その他
- 平成名物TV トンガリ編（1989年、TBS） - 「出て来いお笑い君」初代5週勝ち抜きチャンピオン
- 風まかせ 新・諸国漫遊記（1990年 - 2000年 フジテレビ） - 旅人
- ナベさんミッちゃんのまねまね天国!（1991年、テレビ東京） - 「お笑いメジャーリーグ」第四代5週勝ち抜きチャンピオン
- 東京ラブパラダイス（1992年1月11日、TBS）
- たまにはキンゴロー（1992年、フジテレビ）
- 夜鳴き弁天（1992年、フジテレビ）- 初回ライブ出演
- ギルガメッシュないと（1993年 - 1994年、テレビ東京） - コーナー担当
- さんまのナンでもダービー（1993年、テレビ朝日） - コーナー出演（お笑い対抗氷上リレー）
- アッコにおまかせ!（1993年、TBS） - 中継リポーター
- 開運!なんでも鑑定団（テレビ東京） - コーナー出演
- 新ウンナンの気分は上々。（2000年5月26日 - 2003年9月26日、TBS）
- 人志松本の酒のツマミになる話（2021年4月30日 - 2023年8月11日、フジテレビ）サブMC

特番
現在
- 世界!旅々さまぁ〜ず（2017年11月18日 - 、テレビ愛知） - 冠番組
- モヤモヤさまぁ〜ずSDGs （2021年12月27日 - 、テレビ東京） - MC・冠番組

過去
- オールスター感謝祭（1992年10月3日・1997年3月29日 - 2002年3月30日、TBS）- 三村はバカルディ時代の98春で優勝を果たした。
- FNS番組対抗!なるほど!ザ・春秋の祭典スペシャル（1993年3月29日・1994年3月29日、フジテレビ）
- お年玉スペシャル 笑う正月!ハッスルかましてよかですか!?（1994年1月1日、フジテレビ） - 「ホンジャルディ小手先」チームリーダー
- 新春かくし芸大会（1996年1月1日・1997年1月1日・2002年1月1日 - 2005年1月1日、フジテレビ）
- 志村&所の戦うお正月（1999年1月1日 - 2005年1月1日、テレビ朝日） - TEAM所 メンバー
- 爆笑ヒットパレード（2001年1月1日 - 2008年1月1日・2012年1月1日・2022年1月1日、フジテレビ） - コーナーMC
- 明後日まで待てない!東京ディズニーシーすべて見せます!（2001年9月2日、テレビ東京）- 司会
  - この秋行きたい!!東京ディズニーリゾート 完全攻略!2泊3日の旅（2003年9月26日、テレビ東京） - 司会
  - 夏休み行きたい!東京ディズニーリゾート最新情報満載!完全攻略スペシャル（2004年7月25日、テレビ東京） - 司会
- 志村けんのバカ殿様（2001年10月3日・2002年1月4日、フジテレビ）
- ダチョウ&さまぁ～ずの若手で笑っちゃったよ!（2001年12月8日、テレビ東京） - MC・冠番組
  - さまぁ〜ずの若手で笑っちゃったよ!（2002年7月27日、テレビ東京）- MC・冠番組
- 所さんの世界の動物と仲良くなろうスペシャル 爆笑どうぶつ大実験!（2002年3月16日・2003年3月1日、日本テレビ）
- 深夜の星「さまぁ～ず二人旅 ロス・ラスベガス激走450キロ」 （2002年7月18日、TBS） - 冠番組
- 雨上がり決死隊&さまぁ～ず豪華3時間 芸能界100人トーク ギャラは払えるのかよSP!!（2003年1月2日、テレビ朝日） - MC・冠番組
- 筧利夫&さまぁ～ずのお年玉で夜の東京遊んじゃいます!（2003年1月3日、テレビ東京） - 冠番組
- スイスペ! （テレビ朝日）
  - さまぁ～ずと優香の怪しいこんな女にダマされた衝撃事件ランキングトップ10（2003年6月25日） - MC・冠番組
  - さまぁ～ずと優香の全国一斉防犯テスト 泥棒に入られないための超重要チェック問題50（2004年6月2日） - MC・冠番組
- 郁恵・井森・山瀬のそこまで喋るの!? わがまま元アイドル3人旅（2003年7月21日・2004年2月16日、テレビ東京）
- さまぁ～ず&ユンソナの花嫁探しツアーIN韓国 グルメ紹介もあるよ（2003年12月28日、テレビ東京） - 冠番組
- さまぁ～ずとゆかいな仲間たちの世界不思議ツアーinハワイ（2004年1月3日、テレビ朝日） - 冠番組
- さまぁ～ず&雨上がり決死隊のお風呂かよ!全員集合（2004年1月3日、テレビ朝日） - MC・冠番組
  - 全国究極の温泉探し!できるかよ!秘湯編スペシャル（2005年1月3日、テレビ朝日） - MC・冠番組
- 世界の絶景100選（2004年1月31日 - 2009年2月20日、フジテレビ）
- 笑っていいとも!春の祭典スペシャル（2004年4月12日・2009年4月13日、フジテレビ） - チームメンバー
- ミドル3（2004年10月5日 - 2007年1月4日、テレビ朝日）
- さまぁ～ずのCNN衝撃映像2004カメラは見たのかよっ（2004年12月25日、テレビ朝日） - MC・冠番組
  - 激動の超お宝映像大放出!オレたち歴史の目撃者かよ!! CNN開局25年（2005年12月25日、テレビ朝日） - 司会
- 笑っていいとも!特大号（2004年12月29日 - 2013年12月25日、フジテレビ）
  - 笑っていいとも!グランドフィナーレ 感謝の超特大号（2014年3月31日、フジテレビ）
- お笑い!!ゆく年くる年（2004年12月31日 - 2007年12月31日、テレビ朝日）
- 史上空前!! 笑いの祭典 ザ・ドリームマッチ（2005年1月4日 - 2009年1月3日、TBS）
- 東京一人暮らし あの芸人もこだわる東京一人暮らし2005 （2005年2月11日、北陸朝日放送・福島放送・長野朝日放送・新潟テレビ21・静岡朝日テレビ）- 司会
- 世界最強ありえねェ～ 奇跡の映像バトル!! （2005年4月10日、TBS）- 司会
- さまぁ～ずの!グアムかよっ!!日韓アイドル強化ツアー!! （2005年4月24日、日本テレビ） - 冠番組
- ドスペ! 「世界超常現象審議会(秘)スクープサミット」（2005年6月11日・2006年4月22日、テレビ朝日） - 司会
- ドスペ2「ゆく年くる年への道」（2005年12月17日・2006年12月9日、テレビ朝日）
- 禁断の「たら☆れば」（2005年12月29日、TBS） - 司会
- 新春鶴瓶大新年会（2006年1月1日 - 2011年1月1日、フジテレビ）
- 大笑点 ニッポンを元気に! （2006年1月1日、日本テレビ）
  - ありがとうニッポン!大笑点二00七（2007年1月1日、日本テレビ） - 「大ウン動会前」前半司会
- 内村プロデュース（2006年1月1日 - 2008年3月22日・2024年9月28日、テレビ朝日）
- 芸人親子ご一行様!さまぁ～ずの〇〇ツア～（2006年1月21日・2007年2月10日、日本テレビ） -MC・冠番組
- 芸能人涙と笑いの修学旅行 ダウト家族を探せ!（2006年3月21日・7月3日、テレビ東京） - 司会
- 陳情!!ドリーム公社（2006年3月25日、テレビ東京） - 三村:総裁  大竹:副総裁
- 怒りの仰天クレーム!完全マニュアル（2006年5月7日・2007年5月13日、フジテレビ） - MC
- さまぁ～ずの春のウラ別府温泉探訪 笑旅行（2006年5月20日、テレビ東京） - 冠番組
- さまぁ～ず&美川憲一 美人マジシャン三姉妹 お前ら魔女かよSP（2006年5月22日、テレビ朝日） - MC・冠番組
- バリューナイトフィーバー 「予告詐欺」（2006年7月22日・29日、日本テレビ） - 司会
- さまぁ〜ずの!北海道お弁当ハンター 大自然グルメスペシャル（2006年9月3日、北海道放送） - MC・冠番組
- アッコ・さまぁ～ずのイイトコぜんぶ見せちゃうのかよ!ツアー（2006年9月10日、TBS） - 冠番組
- 給料いくら? お隣さんの手取り全部見せちゃうぞSP（2006年10月14日 - 2008年3月25日、テレビ東京） - 司会
- ニューカマーズ「タミゴエ」（2006年10月31日、フジテレビ） - MC
- 韓流さまぁ～ず!師走にのんびり韓国行っちゃったよ!SP（2006年12月30日、TBS） - 冠番組
- 久本雅美&さまぁ〜ず ビバ!お仕事っ!!（2007年1月3日、日本テレビ） - MC・冠番組
- ビバ!腹キュン大飯店（2007年1月3日・3月31日、日本テレビ） - 司会
- モヤモヤさまぁ〜ず（2007年1月3日、テレビ東京） - MC・冠番組
- さまぁ〜ず100（2007年3月30日、TBS）- MC・冠番組
- 人体の不思議大博覧会  芸人が体を張って実験 奇跡の衝撃映像連発SP（2007年5月19日、フジテレビ） - 司会
- お客様は王様かよっ!? 本当にあった爆笑仰天クレーム（2007年5月29日 - 2013年11月19日、フジテレビ） - 司会
- 水トク! 「しあわせ家族計画2007」（2007年8月8日、TBS） - 司会
- 映画伝染歌公開記念 さまぁ～ずの怖～い夜話（2007年8月11日・19日、テレビ朝日） - MC・冠番組
- ミニミニさまぁ〜ず（2007年12月29日 - 2009年1月4日、テレビ東京）
- 26時間ちょっとテレビ（2008年1月1日、日本テレビ） -「幹事さまぁ〜ず 女だらけの大新年(生)アイドルいちご祭り2008」司会
- さまぁ～ずのびっくりタイツアー!驚き体験100連発（2008年2月24日、北海道放送） - 冠番組
- ハウメニージャパン!（2008年5月17日、TBS） - 三村:パネラー 大竹:会長
- 生モヤモヤアリケン（2008年7月4日、テレビ東京）
  - モヤモヤアリケンオヤジ 明日のテレビを考える（2009年1月1日、テレビ東京）
- さまぁ～ずINゴールドコースト 太陽の楽園で感動マラソンツアー（2008年8月3日、TBS） - 冠番組
- 地上最大のTV動物園（2008年9月9日 - 2011年7月22日、フジテレビ）- 司会
- フジ最強コント夢競演みんなでコント会議（2008年9月18日、フジテレビ）
- あの日に帰りたい（2008年10月21日 - 2014年5月21日、TBS） - 総合司会
- さまぁ〜ずの世界温泉〜とりあえずアジア編〜（2008年11月22日、テレビ愛知）- MC・冠番組
- サタデーバリューフィーバー→サンバリュ（日本テレビ）
  - さまぁ～ずの悲しい告白劇ジョー（2009年6月6日） - MC・冠番組
  - うわさまぁ〜ず -ガセネタ信じちゃいけないよ-（2009年10月31日） - MC・冠番組
  - さまぁ～ずVS(秘)あんけ～と（2013年11月24日） - MC・冠番組
  - ごちそうさまぁ〜ず（2014年3月23日） - MC・冠番組
  - すぐさま!始めマスター（2018年3月18日） - MC
  - お笑いプレイリスト（2023年3月5日） - MC
- さまぁ～ずがスターのヒミツいじっちゃうよSP（2009年7月18日、テレビ朝日） - MC・冠番組
- さまぁ～ず×さまぁ～ず×ブルーマン（2009年8月1日、テレビ朝日） - 冠番組
- ノックアウトハウス 生き残れるヤツは誰だ（2009年8月11日、TBS） - 司会
- 爆笑問題×さまぁ〜ず ザ・クレイジートーク（2009年12月22日・2010年4月8日、TBS） - MC・冠番組
- さまぁ〜ずが5分後予測しちゃうよSP（2009年12月24日、テレビ朝日） - 冠番組
- 爆笑ネタの大ズカン（2010年1月4日、テレビ朝日） - 司会
- 未来からの訪問者（2010年3月12日、日本テレビ） -「ザ・未来予想TV」MC
- 一攫○金!ベガスさま（2010年3月30日、TBS） - MC
- 発掘!スポーツ(秘)映像 大物選手も赤面!噂の大検証SP（2010年10月3日、TBS） - MC
- さまぁソン!（2010年10月8日・2011年1月3日、テレビ朝日） - MC・冠番組
- 体にイイこと全部やるTV 健康チャンネルズ（2010年12月4日、フジテレビ） - 司会
- タマゲタ家のくりびつテンギョーTV（2010年12月10日、テレビ東京）  - 三村:父  大竹:となりの大森さん
- さまぁ〜ずHIGH（2011年1月1日・3月30日、フジテレビ）- MC・冠番組
- イメージア（2011年4月17日、フジテレビ） - MC
  - キカナイト（2011年5月2日・2012年4月8日、フジテレビ） - MC
- なんちゃらのテンドン（2011年5月20日 、フジテレビ） - 三村:店主  大竹:客
  - 燃えよ!ドドドドーン!（2011年10月7日、フジテレビ） - 三村:店主  大竹:常連客
- キョクターン（2011年7月3日・2012年2月2日、TBS） - MC
- スパモク!! 「噂のヒーローインタビュー直撃スペシャル」 （2011年8月11日、TBS） - MC
- IPPONプラス（2011年9月27日・2012年1月2日、フジテレビ）
- ポンコツさまぁ〜ず鍋2011（2011年12月30日、テレビ東京） - 冠番組
- なりきり完コピ選手権（2011年12月31日、TBS） - 司会
- 1億3000万人が見たいJNN28局女子アナ発 今年は絶対コレがくる全国ご当地ネタ選手権JJJ-1グランプリ（2012年1月1日、TBS） - 司会
- おもしろ言葉ゲーム 〇のOMOJAN祭り（2012年4月4日 - 2013年10月8日、フジテレビ） - プレイヤー
- ドレミファさまぁ〜ず♪（2012年7月18日 - 2013年9月30日、テレビ東京）- MC・冠番組
- 東京VS46道府県（2012年7月29日 - 2013年8月7日、TBS） - MC
- ゴールデンブレイク「さまぁ～ずの子供がやるのかよ!」（2012年9月22日、フジテレビ） - MC・冠番組
- ず☆チューン ～立入禁止エリア侵入～（2012年11月10日、フジテレビ） - 冠番組
- 突撃!アッとホーム（2012年12月25日、NHK総合） - 司会
- マバタキー（2012年12月31日・2013年3月27日、フジテレビ） - 司会
- 哀すべきエーッ!?な人たち さまぁ〜ずカトゥサンド（2013年1月3日、日本テレビ）- MC・冠番組
- ニッポン大好き外国人 世界の村に里帰りスペシャル ホムカミ（2013年3月21日・6月30日、毎日放送） - MC
- 日本その気にさせますの会（2013年3月29日、フジテレビ）- 司会
- ヒルスパ!「さまぁ〜ず＆バナナマンの押し掛けParty」（2013年8月10日、関西テレビ）- 冠番組
- カスペ!（フジテレビ）
  - ものまねスター誕生!超ものまね大好きさん全国から大集合スペシャル!（2013年8月27日） - MC
  - 世界の金持ち大図鑑（2013年9月10日） - MC
- なるほど!新オナマエ堂（2013年9月15日、テレビ西日本） - MC
- とんねるず×さまぁ〜ずの一文無しジャーニー2×2（2013年9月24日 - 2014年7月19日、フジテレビ）- MC・冠番組
- 日本全国ご自慢列島 ジマング みんな自慢したいんだスペシャル（2013年10月2日、フジテレビ） - MC
- フジバラナイトFRI 「今やるべき知るべきレコメンド話まとめ」（2013年11月16日、フジテレビ） - シェアリスト
- さまぁ〜ず堀内健の「正月なのにさまぁ〜ホリDAY」（2014年1月1日、フジテレビ）- 冠番組
- バラエティ司会者芸人夢の共演スペシャル（2014年2月1日・2024年2月17日、テレビ朝日） - コーナーMC
- 50年のモヤモヤ映像大放出! この手の番組初めてやりますSP（2014年3月2日、テレビ東京）- MC
  - テレビ東京52年分の映像大放出!モヤモヤ映像廃棄センター〜こんなVTR新社屋に持って行けません〜（2016年2月21日、テレビ東京） - 総合司会
- さまぁ〜ずのちょっとだけ変えてみよう!（2014年4月9日 - 2015年3月31日、日本テレビ） - MC・冠番組
- さまぁ～ずのお賃金どうなの!?（2014年8月24日、TBS） - MC・冠番組
- いま会いたい!華麗に変身 アイドルビフォーアフター（2014年9月22日、テレビ朝日） - MC
- リンカーン芸人大運動会（2014年10月8日 - 2019年10月16日、TBS）
- さまぁ〜ずの歌フリ! アーティストが芸人としたいコト…のつづきは歌の中で。（2014年12月27日、日本テレビ）  - MC・冠番組
- FNS 正月だよ!オールハワイナイトフジ2015 ハワイにいる芸能人大集合!お年玉つき生放送SP（2015年1月1日、フジテレビ） - 司会
- ガチネリさまぁ〜ず（2015年1月7日、日本テレビ） - MC・冠番組
- さまぁ～ずのお買い物旅 ナイスショッピングin台湾（2015年3月8日、テレビ東京） - 冠番組
- メイドインさまぁ〜ず（2015年7月2日、TBS） - MC・冠番組
- 第40回ホリプロタレントスカウトキャラバンwithこじさまぁ～ず（2015年10月2日、テレビ東京） -  冠番組
- いろもん極（2015年10月4日・2017年1月10日、日本テレビ） - 司会
- キングオブコント（2015年10月11日 - 2020年9月26日、TBS） - 審査員
- 聖夜のネタ祭!お笑いクリスマスショー!!（2015年12月22日、TBS） - MC
- 魅惑のソノタ（2015年12月25日 - 2016年5月7日、NHK総合） - MC
- さまぁ〜ずコントTV（2015年12月28日 - 2018年1月8日、フジテレビ） - 冠番組
- さまぁ～ずの芸人100人が答えました（2016年1月6日・7月5日、TBS） - MC・冠番組
- 土チャレ「有名人が挑戦!このスゴ技、できんのか!?」（2016年5月28日、フジテレビ） - MC
- さまノーベル賞（2016年6月17日、TBS） - MC・冠番組
- さまぁ〜ずTV動物園（2016年7月15日・2017年3月30日、フジテレビ） - MC・冠番組
- 徹子×さまぁ〜ずの爆笑芸賓館 イチオシ芸人GP2016（2016年11月20日、テレビ朝日）- MC・冠番組
- さまぁ〜ずチャート（2017年1月5日 - 9月30日、テレビ朝日）- MC
- スポーツ探求バラエティ!! at sports（2017年8月27日、BS日テレ） -  MC
- ネタドラ 〜漫才・コントを原作にドラマ化〜（2017年10月1日 - 2020年2月4日、日本テレビ） - MC
- さまぁ〜ずのジャイアンツリクエストアワード（2018年2月7日、BS日テレ） - MC・冠番組
- さまぁ〜ずのプロ野球ヒーローBEST30 〜歴代No.1を今夜大発表!〜（2018年2月14日、BS日テレ） - MC・冠番組
- OBvs現役 プロ野球好珍バトル（2018年7月15日・2019年3月15日、日本テレビ） - MC
- 世界74億人が仰天した“とんでもない瞬間”伝説映像一挙大放出!!（2018年7月25日、テレビ東京） - MC
- 内村&さまぁ〜ずの初出しトークバラエティ 笑いダネ（2018年8月5日 - 2024年1月3日、日本テレビ） - MC・冠番組
- 名曲お宝音楽祭（2018年9月26日 - 2020年4月4日、フジテレビ） - MC
- さまぁ～ずのJK-TV 大人の正解vs女子高生の正解（2018年12月21日、フジテレビ） - MC・冠番組
- 連笑 10人連続で笑わせろ!（2018年12月25日、関西テレビ） - MC
- THE怪物アスリート ～平成の怪物・全員登場&世界卓球開幕目前SP～（2019年4月21日、テレビ東京） - MC
- 奇跡のひっそり観光地（2019年9月14日 - 2020年7月19日、テレビ東京） - 旅のプロ
- さまぁ〜ずの画はぁ〜く（2019年12月30日、テレビ朝日） - MC
- 人を見た目で判断するな!（2020年3月24日・2021年3月23日、関西テレビ） - プレーヤー→三村:MC 大竹:チームメンバー
- さまぁ〜ず東京（2020年10月27日 - 2022年3月12日、テレビ東京） - 冠番組
- フジバラナイト「さまぁいたちのポクスル」（2020年12月5日、フジテレビ）- MC・冠番組
- ミュージックジェネレーション（2021年1月30日 - 2024年1月18日、フジテレビ） - MC
- キングオブコントの会（2021年6月12日 - 2023年3月25日、TBS）[28]
- 芸人街ぶらリサーチャーズ（2021年12月28日、テレビ朝日） - MC
- 新春!爆笑アカデミー!! 鶴瓶&さまぁ〜ずのぶっとび博士研究所（2022年1月3日、CBCテレビ）- MC・冠番組
- 日バラ8「爆さまネプナイン」（2022年3月27日、フジテレビ）
- 芸能界オールスター草野球2023（2023年1月3日、テレビ東京） - さまぁ〜ずチーム キャプテン
- 新春スペシャル さまぁ〜ず&ジュニアのコレって変じゃね!?（2023年1月3日、CBCテレビ）- MC・冠番組
- エスコンF開幕戦 日本ハムVS楽天 歴史的開幕戦にさまぁ～ずも大興奮!（2023年3月30日、テレビ東京） - 冠番組
- モクバラナイト「生活アップデートTV これどーっスか?」（2023年9月21日・28日、TBS） - MC
- 田舎くれんぼ（2023年12月9日・2024年6月21日、テレビ東京） - MC →捜索隊
- 月刊プロ野球!さまぁ〜ずスタジアム（2023年12月9日 - 2025年3月23日、BS日テレ） - MC・冠番組
- 有名人が惚れた爆笑ネタ ホレネタ（2024年5月12日・2025年4月1日、日本テレビ） - MC
- 祝!さまぁ～ず×さまぁ～ず復活SP（2025年3月26日、BS朝日） - 冠番組
- さまぁ〜ずあいのり旅（2025年7月23日、テレビ高知） - 冠番組

### ネット番組
- 所さんの真剣ゴルフ対決! 〜勝てるものならかかってきなさい〜（2006年3月28日、GyaO）
- 内村さまぁ〜ず（2006年11月 - 2015年11月、ミランカ→内さま.com、ひかりTV ほか）
  - 内村さまぁ〜ず SECOND（2015年11月 - 2022年10月、Amazonプライム・ビデオ）
  - 内さまワールド（2023年2月9日 - 2024年1月25日、Netflix）
- トゥルルさまぁ〜ず （2009年5月1日- 2020年3月30日、BeeTV）
- さまぁ～ずハウス（2018年3月2日 - 2018年7月6日、Amazonプライムビデオ）[29]
- 劇団さまぁ〜ず（2018年10月31日 ‐ 2019年5月1日、GYAO!）
- さまぁ〜ず東京（2020年10月18日 - 2022年3月19日 、PIA LIVE STREAM）月1生配信トークライブ
- 名アシスト有吉「東京さまぁ〜ずゲーム」（2023年3月14日 、Netflix） - MC

### ラジオ
- ちはるとバカルディのスーパーギャング（1991年10月 - 1992年3月、TBSラジオ）
  - ちはるとバカルディのパックインミュージック21（1992年4月 - 1993年9月、TBSラジオ）
  - ちはるとバカルディのラヂオザウルス（1993年10月 - 1994年3月、TBSラジオ）
- 木曜Junk さまぁ〜ずの逆にアレだろ（2002年4月4日 - 2004年3月25日、TBSラジオ）
- さまぁ〜ずのさまラジ（2022年4月 - 、ニッポン放送）

### CM
- 飯島建設
  - 長野県ローカルでの放送。
- ハウス食品「うまいっしょ」
  - 北海道ローカルでの放送。
- ヤマダデンキ
  - 現在も同社CMで使用されている「ヤマ〜ダデンキ♪」というフレーズは2人の作。1994年 - 1999年。
- NTT東日本（声のみ）
- プロミス（1997年 - 1998年）
  - 「ヤリリン」「クリリン」というアニメキャラクターの声とテーマソングを担当[30]。テーマソング『ヤリー BE GOOD!』は同名クレジットでCD化もされている。
- 日清食品・焼きそばWからしマヨネーズ（2002年3月）
- 平井堅『Ken Hirai 10th Anniversary Complete Single Collection '95-'05 歌バカ』（デフスターレコーズ・2005年）
- シャープ「日本一短いクイズSHOW シャープに答えて!」
  - 三村単独の出演。一時山口もえの産休に伴い、大竹が代役として出演した（2007年7月-9月）。GyaOにて約5分間の「オリジナル完パケ版」を視聴できた。
- SANYO・パチンコ
  - 「CRギンギラパラダイス2」『三村さん篇』『大竹さん篇』 - 石原さとみと共演（2010年6月-11月）
  - 「CR雪物語」（2010年12月）
- 大塚製薬「UL・OS」（2011年5月）
  - 松木安太郎と共演。三村ver、大竹verの2パターン製作されている。
- 大召喚!!マジゲート（2012年5月）
  - 佐藤隆太・深田恭子・優香と共演。数パターンあり、さまぁ〜ずのみのものも。
- アットホーム（2013年12月）
  - 二人をモチーフにしたLINEスタンプが無料配信された。
- 国立新美術館「ダリ展 東京展」（2016年）
  - 応援団メンバーとしてCM出演 [31]。
- サッポロホールディングス 「サッポロ The DRAFTY」「0.7％低すぎないか篇」（2021年9月14日 - ）[32]
- スクウェア・エニックス「ドラゴンクエストタクト」（2022年7月 - ）

### 映画
- クレヨンしんちゃん 嵐を呼ぶ!夕陽のカスカベボーイズ（2004年、水島努監督） - NO PLAN（本人） 役 ※声優として
- ピーナッツ （2006年、内村光良監督） - 相良和雄（ミムラ）、文野正樹（大竹） 役
- かずら （2010年1月、塚本連平監督） - 主演:森山（三村）、準主演:大和田（大竹） 役
- 劇場版ムーミン　南の海で楽しいバカンス（2015年） - モンガガ侯爵（三村）、クラーク（大竹） 役 ※声優として[33]
- 内村さまぁ〜ず THE MOVIE エンジェル（2015年、工藤浩之監督）

### 舞台
- ハンブン東京（2007年11月16日 - 18日）
- こどもさんかん日（2008年11月26日 - 30日）
- エルダーソルジャーズ（2009年11月26日 - 12月1日）

### ゲーム
- アッコでポン! 〜イカサマ放浪記〜（2008年、ニンテンドーDS・Wii用ソフト、サクセス） - 声の出演[34]

## 作品

### DVD
- バカルディライヴV せんたくもん（ハゴロモ） （1994年、全労済ホールスペース・ゼロ）絶版
- バカルディライヴX 〜サラダで白飯くえねーよ!（ポニーキャニオン）（1997年、銀座博品館劇場）
- バカルディライヴ なまたまごかけ御飯（ポニーキャニオン）（1998年、青山円形劇場）
- バカルディライヴXII 少年と犬と公園と私（ポニーキャニオン）（1999年、新宿シアターアプル）
- 冬なのにさまぁ〜ずライブ（ポニーキャニオン）（2000年、朝日生命ホール）
- さまぁ〜ず ライブ2（ポニーキャニオン）（2001年、グローブ座）
- さまぁ〜ず ライブ3（ポニーキャニオン）（2002年、天王洲アートスフィア）
- さまぁ〜ず/バカルディライブ DVD-BOX（ポニーキャニオン）（ライヴXからさまぁ〜ずライブ3までのDVDをまとめたもの。マイナスターズのCD付き）
- さまぁ〜ず ライブ4（ポニーキャニオン）（2003年、天王洲アートスフィア）
- さまぁ〜ず ライブ5（ポニーキャニオン）（2005年、原宿クエストホール）
- さまぁ〜ず ライブ6（ポニーキャニオン）（2007年、恵比寿ザ・ガーデンホール）
- さまぁ〜ず ライブ7（ポニーキャニオン）（2009年、恵比寿ザ・ガーデンホール、初回限定版はおまけ付き）
- さまぁ〜ず ライブ8（ポニーキャニオン）（2011年、天王洲 銀河劇場、初回限定版はおまけ付き）
- さまぁ〜ず ライブ9（ポニーキャニオン）（2013年、天王洲 銀河劇場、初回限定版はおまけ付き）
- さまぁ〜ず ライブ10（ポニーキャニオン）（2015年、天王洲 銀河劇場、特別版は製作日記(ブックレット)付）
- さまぁ〜ず ライブ11（ポニーキャニオン）（2017年、天王洲 銀河劇場、通常版と特別版）
- さまぁ〜ず ライブ12（ポニーキャニオン）（2020年、東京芸術劇場、通常版と特別版）
- さまぁ〜ず ライブ13（ポニーキャニオン）（2022年、東京芸術劇場、通常版と特別版）
- ライブミランカ さまぁ〜ずトークLIVE 三村もいるよ! （2006年、原宿BlueJayWay）
  - ミランカでVOD配信されていたソフトのDVD化。ネオから発売。
- さまぁ〜ずの笑ってキレイ!（ビデオヘッドクリーナ内収録、TDK）
- バカルディーの通販コント「ほっぷ、すてっぷ、じゃんぷ通信販売&契約」（1991年、啓発用ビデオ（社）日本消費生活アドバイザー・コンサルタント協会 ）一般流通はしていない。

### CD
- ヤリー BE GOOD!（1998年07月23日） - ヤリリン・クリリン名義、プロミスCMソング
- 逆境ファイター（2006年7月19日、コーラス、所ジョージアルバム「安全第二」収録、総合格闘家・所英男入場曲）
- 「NO PLAN」として、シングル2枚、アルバム3枚、DVD3枚リリース。
- 「マイナスターズ」として、シングル・アルバム・DVDを1枚ずつリリース。

### 書籍
- さまぁ〜ずの悲しいダジャレ（2003年、宝島社）
- RUN! DOG! RUN! さまぁ〜ずの紙コント（2003年、角川書店）
- ドッグとキャットとトリとほか（2003年、光文社）
- さまぁ〜ずの悲しい俳句（2004年、宝島社）

### YouTubeチャンネル
- さまぁ〜ずチャンネル（2020年8月12日 - ）毎週金曜・土曜19時頃更新